# 佐原康之
佐原 康之（さはら やすゆき、1964年1月19日 - ）は、日本の厚生労働技官、小児科医。世界保健機関本部シニア・アドバイザー、厚生労働省大臣官房危機管理・医務技術総括審議官等を経て、厚生労働省健康局長。

## 人物・経歴
埼玉県春日部市出身。春日部市立武里中学校、埼玉県立春日部高等学校を経て、1989年金沢大学医学部卒業、医師免許取得。同年神奈川県立こども医療センター研修医。1991年厚生省入省、保険局医療課医療指導監査室配属。1992年老人保健福祉局老人保健課に異動。1994年大臣官房厚生科学課課長補佐。
1994年からハーバード大学大学院に留学し、1995年に同修士課程修了。1995年保健医療局国立病院部運営企画課国立病院・診療所対策室規格専門官。1997年生活衛生局食品保健課課長補佐。1998年大臣官房厚生科学課課長補佐（世界保健機関派遣）。2001年和歌山県福祉保健部次長。2003年和歌山県福祉保健部健康局長。
2004年老健局老人保健課課長補佐。2005年保険局医療課課長補佐。2006年医政局総務課医療安全推進官兼医療安全推進室長。2009年大臣官房総務課企画官兼統計情報部兼政策統括官付社会保障担当参事官室社会保障カード推進室長。2010年兼政策統括官付社会保障担当参事官室情報連携基盤推進室長。
同年保険局総務課保険システム高度化推進室長。2011年医政局研究開発振興課長。2013年大臣官房付（世界保健機関派遣）。医政局医療統括管理官を経て、2014年世界保健機関本部シニア・アドバイザー。2015年から老健局老人保健課長を務め、消費税増税に向けた介護報酬の対応の検討を進めるなどした。
2016年厚生労働省大臣官房厚生科学課長。2017年からは厚生労働省大臣官房審議官（危機管理、科学技術・イノベーション、国際調整、がん対策担当）として、日本製薬工業協会の畑中好彦会長らとの医薬品産業に関するハイレベル官民政策対話に当たるなどした。
2019年厚生労働省大臣官房総括審議官（国際担当）。2020年厚生労働省大臣官房危機管理・医務技術総括審議官。2021年健康局長。2023年辞職、医療法人土屋小児病院医師。昭和大学横浜市北部病院こどもセンター非常勤専攻医、ア･ドリーム ア・デイ IN TOKYO理事、昭和医科大学横浜市北部病院こどもセンター非常勤医師なども務めた。